# Schistomitrium copelandii
Schistomitrium copelandii là một loài rêu trong họ Dicranaceae. Loài này được Broth. mô tả khoa học đầu tiên năm 1908.